# 甲拌磷
甲拌磷（英語：Phorate）是一种二硫代磷酸酯类杀虫、杀螨剂，学名：O,O-二乙基-S-(乙硫基甲基)二硫代磷酸酯。1954年由美国氰胺公司开发。
其商品名为Thimet和AC-3911，中国大陆曾称为“西梅脱”和“三九一一”。

## 性质
在正常条件下，它是一种淡黄色流动液体，难溶于水但易溶于有机溶剂。在强酸性和强碱性条件下水解。它对目标生物和包括人类在内的哺乳动物都有很强的毒性。能抑制乙酰胆碱酯酶和丁酰胆碱酯酶。甲拌磷常以颗粒形式施用。其不具有生物累积性也没有残留作用。但一些代谢物可能会残留在土壤中。它也会损害一些种子。
遇明火、高温可燃。受热分解放出磷、硫的氧化物等毒性气体，剧毒。大鼠经口LD50 1.1-3.2 mg/kg，小鼠口服LD50 3.5-6.5 mg/kg。